# 蕃地 (能高郡)
臺中州能高郡蕃地於大正九年（1920年）成立，轄區包括今南投縣仁愛鄉。

## 行政區劃
轄域內分為：
- 今互助村：

川中島社（清流，1931年由馬赫坡、波阿倫、塔洛灣、斯庫、荷戈與羅多夫建立）、中原社（互助，1938年～1940年由巴蘭、卡秋固與度卡南建立）
- 今新生村：

バイバラ社（眉原）
- 今發祥村：

テビルン社（塔比倫/瑞和）、マシトバオン社（邁西多邦/瑞岩）、ムカタータ社、マカナジー社（紅香）
- 今翠華村：

ムカブーブル社（翠巒）、マカジーヘン社（馬力觀）
- 今力行村：マレッパ社（馬烈霸/新望洋）

ムカブーブ社（1933年併入望洋）、カムジヤウ社（望洋）、ペルモアン社（大洋）
- 今南豐村：

トオガン社（眉溪/東眼）、シーパウ社（西寶）
- 今大同村：

パーラン社（巴蘭，1938年～1940年併入中原）、霧社
- 今德鹿谷村：トロツク社（斗陸/靜觀）

ブラヤウ社（玻拉瑤，1932年～1933年併入富士）、サード社（莎都/下靜觀，1930年～1933年部分併入松林與富士）、ブシシカ社（卜溪/上靜觀，1930年～1933年部分併入松林與富士）、ブシダヤ社（1930年～1933年部分併入松林）、タロワン社（德鹿灣/平生，1930年～1933年部分併入松林與富士）
- 今都達村：タウツア社（斗截/平靜）

ルックダヤ社（鹿谷達雅/平和，1932年部分併入櫻）、ルッサオ社（鹿沼，1932年部分併入櫻）、ブケブン社（布給望，1932年部分併入櫻）、チッカ社（七卡，1932年部分併入櫻）、トンバラ社（屯巴拉，1932年部分併入櫻）
- 今精英村：

富士社（廬山，1930年～1933年由部分玻拉瑤、莎都、卜溪與德鹿灣建立）
- 今春陽村：

櫻社（春陽，1932年由部分鹿谷達雅、鹿沼、布給望、七卡與屯巴拉建立）、カツック社（卡秋固，1938年～1940年併入中原）、タカナン社（度卡南，1938年～1940年併入中原）
- 今中正村：

カト社（卡度/過坑）
- 今法治村：

ブカイ社（武界）
- 今萬豐村：

カンタバン社（干卓萬/曲冰）
- 今親愛村：

イナゴ社（松林，1930年～1933年由部分莎都、卜溪、ブシダヤ與德鹿灣建立）、バンダイ社（萬大）

## 設施

### 主要駐在所
- 合歡越嶺道路：霧社駐在所→見晴駐在所→立鷹駐在所→追分駐在所→櫻ヶ峰（鳶峰）駐在所→合歡山駐在所（→花蓮港廳花蓮郡蕃地）

- 埤亞南越嶺道路：霧社駐在所→梅木駐在所→ハボン（合望）駐在所→白狗駐在所→マレッパ（望洋）駐在所→マリコワン（馬關）駐在所→松嶺駐在所（→臺中州東勢郡蕃地）
  - 支線：白狗駐在所→マシトバオン（瑞岩）駐在所→マカナジー（紅香）駐在所→マレッパ（大洋）駐在所

- 能高越嶺道路：霧社駐在所→櫻駐在所→富士駐在所→トンバラ（屯原）駐在所→富士見駐在所→尾上駐在所→松原駐在所→能高駐在所（→花蓮港廳花蓮郡蕃地）

### 教育
- 今大同村：
  - 霧社公學校（今南投縣立仁愛國民小學）[1]:119

### 神社
- 今互助村：
  - 川中島祠（1937年12月25日鎮座）[2]:307
- 今大同村：
  - 霧岡社（1932年12月16日鎮座）[2]:306